# Квейнис, Алоизас
Алоизас Квейнис (лит. Aloyzas Kveinys; 9 июля 1962, Вильнюс — 26 июля 2018) — советский и литовский шахматист, мастер спорта СССР (1981), международный гроссмейстер (1992).

## Шахматная карьера
Чемпион Литовской ССР 1983 и 1986 гг. Бронзовый призёр чемпионата Литовской ССР 1987 г. Победитель чемпионатов Литвы 2001, 2008 и 2012 гг. Серебряный призёр чемпионатов Литвы 2003 и 2014 гг. Бронзовый призёр чемпионатов Литвы 1998, 2009 и 2015 гг. Также участвовал в дележе 1—6 мест в чемпионате Литвы 2000 г. (по дополнительным показателям занял 4-е место).
В составе сборной Литовской ССР участник 2-х первенств СССР между командами союзных республик (1985—1986).
В составе сборной Литвы участник следующих соревнований:
- 8 шахматных олимпиад (1992—1996, 2000—2008).
- 6 командных чемпионатов Европы (1992, 2003—2007, 2015).
- 2-й командный чемпионат мира среди сеньоров (категория 50+). Сборная Литвы заняла 1-е место; К. Алоизас, выступая на 2-й доске, выиграл «золото» в индивидуальном зачёте.

В составе различных команд многократный участник Кубка европейских клубов, а также командных чемпионатов Польши.

## Спортивные результаты
| Год         | Город    | Турнир                     | +  | − | = | Результат | Место |
| ----------- | -------- | -------------------------- | -- | - | - | --------- | ----- |
| 1980        | Каунас   | Чемпионат Литовской ССР    | 4  | 5 | 6 | 7 из 15   | 9—10  |
| 1981        | Клайпеда | Чемпионат Литовской ССР    | 7  | 4 | 5 | 9½ из 16  | 5     |
| 1983        | Вильнюс  | Чемпионат Литовской ССР    | 6  | 2 | 7 | 9½ из 15  | 1—2   |
| 1985        | Вильнюс  | Чемпионат Литовской ССР    | 3  | 3 | 9 | 7½ из 15  | 10—12 |
| 1986        | Вильнюс  | Чемпионат Литовской ССР    | 10 | 0 | 3 | 11½ из 13 | 1     |
| 1987        | Вильнюс  | Чемпионат Литовской ССР    | 7  | 3 | 3 | 8½ из 13  | 3—4   |
| 1988 / 1989 | Минск    | Мемориал А. П. Сокольского |    |   |   |           |       |
| 1992        | Манила   | 30-я олимпиада             | 4  | 4 | 6 | 7 из 14   |       |
| 1994        | Москва   | 31-я олимпиада             | 3  | 3 | 5 | 5½ из 11  |       |
| 1996        | Ереван   | 32-я олимпиада             | 4  | 4 | 2 | 5 из 10   |       |
| 1998        | Вильнюс  | Чемпионат Литвы            | 4  | 2 | 4 | 6 из 10   | 3—4   |
| 2000        | Вильнюс  | Чемпионат Литвы            |    |   |   | 6½ из 9   | 1—6   |
|             | Стамбул  | 34-я олимпиада             | 3  | 2 | 8 | 7 из 13   |       |
| 2001        | Каунас   | Чемпионат Литвы            | 5  | 0 | 8 | 9 из 13   | 1—2   |
| 2002        | Вильнюс  | Чемпионат Литвы            | 2  | 1 | 8 | 6 из 11   | 5—6   |
|             | Блед     | 35-я олимпиада             | 7  | 3 | 4 | 9 из 14   |       |
| 2003        | Алитус   | Чемпионат Литвы            | 4  | 0 | 6 | 7 из 10   | 2     |
| 2004        | Вильнюс  | Чемпионат Литвы            | 4  | 2 | 5 | 6½ из 11  | 4—5   |
|             | Кальвиа  | 36-я олимпиада             | 3  | 3 | 6 | 6 из 12   |       |
| 2005        | Шяуляй   | Чемпионат Литвы            | 2  | 3 | 6 | 5 из 11   | 7—8   |
| 2006        | Турин    | 37-я олимпиада             | 4  | 0 | 8 | 8 из 12   |       |
| 2007        | Шяуляй   | Чемпионат Литвы            | 3  | 1 | 7 | 6½ из 11  | 4—5   |
| 2008        | Каунас   | Чемпионат Литвы            | 6  | 0 | 5 | 8½ из 11  | 1     |
|             | Дрезден  | 38-я олимпиада             | 1  | 4 | 6 | 4 из 11   |       |
| 2009        | Вильнюс  | Чемпионат Литвы            | 4  | 1 | 6 | 7 из 11   | 3     |
| 2012        | Вильнюс  | Чемпионат Литвы            | 4  | 0 | 5 | 6½ из 9   | 1     |
| 2013        | Вильнюс  | Чемпионат Литвы            | 3  | 4 | 4 | 5 из 11   | 8—10  |
| 2014        | Вильнюс  | Чемпионат Литвы            | 3  | 0 | 6 | 6 из 9    | 2     |
| 2015        | Каунас   | Чемпионат Литвы            | 3  | 0 | 6 | 6 из 9    | 3     |

## Изменения рейтинга
| Графики недоступны из-за технических проблем. См. информацию на Фабрикаторе и на mediawiki.org. |